# Els Enfarinats

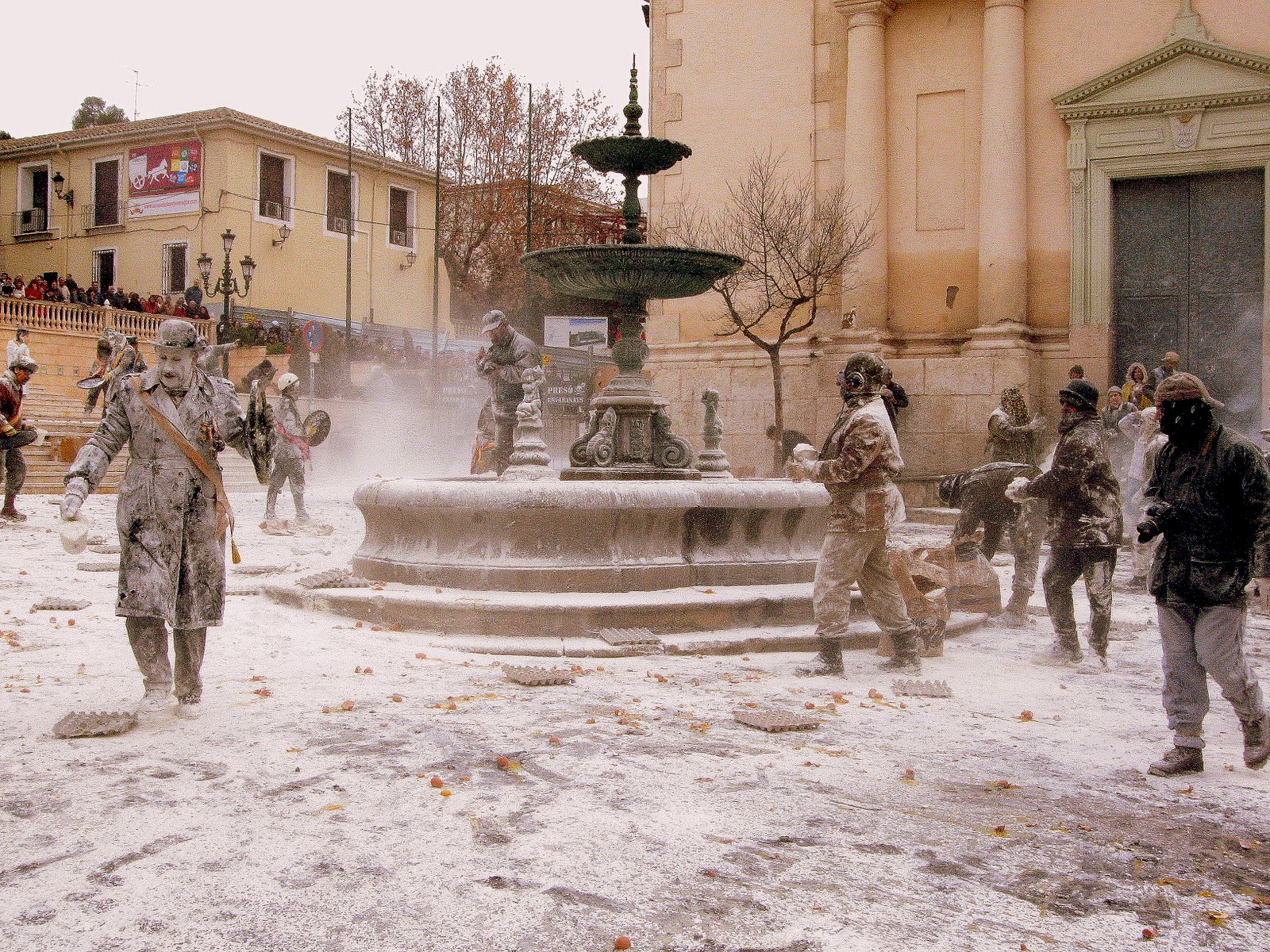
Bitwa na mąkę i jaja w Ibi, 2009 r.

Els Enfarinats (także: Los Enharinados, Justicia Nueva – hiszp. (Justícia Nova – katal.) – doroczne święto w Ibi, w hiszpańskiej prowincji Alicante w Walencji. Słynne z bitwy na mąkę i jaja.

## Geneza
Zwyczaj ma co najmniej 200 lat. Część badaczy wywodzi go z rzymskich Saturnaliów i podkreśla jego karnawałowy charakter, gdy role panów-poddanych ulegają odwróceniu na krótki, intensywny czas, a gwałtowne i absurdalne zachowania są akceptowane społecznie.
Obchody są częścią cyklu świąt zimowych w Ibi (Fiestas de Invierno de Ibi), o którym wspominają dokumenty z 1636 r. Nie jest jednak pewne, czy wówczas także odbywała się żywiołowa fiesta.
W latach 50. XX wieku, tradycja została porzucona, a następnie reaktywowana w 1981 r.

## Przebieg
Święto odbywa się 28 grudnia (w Święto Młodzianków), ale już poprzedniego wieczoru grupa obrzędowa objeżdża okolicę, by wygłaszać satyryczne komentarze często odnoszące się do współczesnej polityki. W dniu obrzędu poszczególne podgrupy młodych żonatych mężczyzn spotykają się, by odegrać „bitwę", w której zawsze na koniec tzw. Opozycja przegrywa walkę o  „mączną” władzę. Dodatkowo dla uczestników ustalane są typowe dla obrzędowości karnawałowej absurdalne reguły oraz zbierane są opłaty i wymierza się symboliczne „kary”.
Oprócz mąki i jaj, akcesoriami używanymi w bitwie są także warzywa i petardy. Od lat 80. XX wieku w scenariuszu święta funkcjonują nowe elementy: zamiast wozu jest furgonetka; udziela się błogosławieństwa wybranym ulicom i placom. Zebrane datki przekazuje się na cele charytatywne.

### Postaci
Przecierający szlaki (Enmantados – dosł. okryci kocami).
Ich zadaniem jest wzywanie do proklamowania nowego prawa. Wieczorem 27 grudnia objeżdżają furgonetką całą miejscowość odgrywając humorystyczne scenki mające na celu krytykę obecnego systemu, nawiązując do ważnych wydarzeń politycznych z ostatniego roku. Ich charakterystycznym przebraniem jest narzucony na ramiona koc. Następnego dnia zmieniają się w Enharinados.
Posypujący mąką (Enharinados – dosł. obsypani mąką).
Główni bohaterowie święta. Ci sami, którzy poprzedniej nocy odgrywali Enmantados. To grupa żonatych mężczyzn (warunek konieczny), których liczba się waha. Przynależność do grupy opiera się na wieloletniej przyjaźni. Noszą dziwaczne, ekstrawaganckie stroje, stare, połatane ubrania w mocnych kolorach i kapelusze. Mimo całkowicie zamalowanej twarzy, można ich rozpoznać. Odgrywają rożne role w zależności od zadania, jakie mają wykonać.
Pośród Enharinados znajdują się:
Burmistrz (Alcalde)
Najwyższy autorytet w trakcie święta. Dla odróżnienia od reszty postaci nosi wysoki kapelusz, medale, wstęgi i dziwaczne berło, przyozdobione cebulami, czosnkiem, marchewkami, itp.
Sędzia i sekretarz (Juez y secretario)
Noszą charakterystyczne elementy, takie jak laska sędziowska i wielka księga, w której zapisane są grzywny oraz różnego rodzaju zniżki.
Policjanci (Alguaciles)
Zajmujący się wieloma zadaniami: pilnowaniem kluczy do więzienia, graniem na trąbkach i bębenkach zapowiadając kolejne grupy, pilnowaniem petard i mąki aresztantów. Najważniejszy z nich nosi "Aixavegó", czyli sznur do wiązania słomy, na który łapani są ci, którzy omawiają zapłacenia grzywny.
Opozycja
Grupa próbująca obalić Enharinados walcząc z nimi na mąkę, jajka i petardy, ostatecznie przegrywająca starcie.
Król i namiestnik (Rey y virrey)
Postaci należące do grupy tancerzy zamykających obchody święta wieczornym tańcem (La Dansa).

## Status
W 2009 roku zwyczaj został wraz z całym cyklem świąt umieszczony na liście szczególnie istotnych tradycji: Interés Turístico Autonómico. 